# Lucinia cubana
Lucinia cubana är en fjärilsart som beskrevs av Hans Fruhstorfer 1912. Lucinia cubana ingår i släktet Lucinia och familjen praktfjärilar. Inga underarter finns listade i Catalogue of Life.